# Turistas
Turistas: Raj utracony (ang. Turistas lub Turistas: Paradise Lost) – amerykański film fabularny z 2006 roku.
Wakacje kilku młodych, podróżujących z plecakami turystów zmieniają się w koszmar, gdy w samym środku brazylijskiej dżungli psuje się ich autobus. Już wkrótce przyjaciele trafią w ręce niezrównoważonego psychopaty, który specjalizuje się w sprzedaży ludzkich organów.

## Obsada
- Josh Duhamel jako Alex
- Melissa George jako Pru
- Olivia Wilde jako Bea
- Desmond Askew jako Finn
- Beau Garrett jako Amy
- Max Brown jako Liam